# لويزا مورينو
لويزا مورينو (بالإنجليزية: Luisa Moreno)‏ هي نقابية أمريكية، ولدت في 30 أغسطس 1907 في غواتيمالا في غواتيمالا، وتوفيت في 4 نوفمبر 1992.

## وصلات خارجية
- لويزا مورينو على موقع الموسوعة البريطانية (الإنجليزية)